# Historial de la Primera División de Gibraltar
La Gibraltar Premier Division la gana el equipo mejor clasificado al acabar la temporada, guardando el trofeo durante un año, hasta conocer al nuevo campeón.
Remonta sus orígenes a 1895 con la creación de la Merchants Cup hasta que en 1907 se estableció, de facto, el campeonato de liga bajo el nombre de Gibraltar Foot-Ball League bajo la aprobación de la Asociación de Fútbol de Inglaterra (en inglés: The Football Association). Disputada desde entonces casi de manera ininterrumpida, salvo en contadas ocasiones, es considerado como uno de los torneos más antiguos de fútbol teniendo en cuenta a la citada Merchants Cup. Debido a su rápido asentamiento y la formación de nuevos clubes, en 1909 se dividió en dos categorías, la Primera y la Segunda División, mientras que la primigenia Merchants Cup pasó a ser la competición de copa del territorio, renombrada como Rock Cup en 1936; pese a ello, sus primeras ediciones son consideradas parte de la liga.

## Historial de los campeonatos
Desde su instauración en 1895 un total de diecinueve clubes han sido capaces de ganar el torneo, siendo el Lincoln Red Imps Football Club, el Prince of Wales Football Club y el Glacis United Football Club los más laureados con 22, 19 y 17 campeonatos respectivamente.

Nota: Nombres y banderas de los equipos según la época.
| Temporada                  | Eq.                                         | Campeón                                     | Pts.                                        | Subcampeón                                  | Pts.                                        | Tercer clasificado                          | Pts.                                        | Máx. Goleador                               | Goles                                       | Notas                            |
| Merchants Cup              | Merchants Cup                               | Merchants Cup                               | Merchants Cup                               | Merchants Cup                               | Merchants Cup                               | Merchants Cup                               | Merchants Cup                               | Merchants Cup                               | Merchants Cup                               | Merchants Cup                    |
| -------------------------- | ------------------------------------------- | ------------------------------------------- | ------------------------------------------- | ------------------------------------------- | ------------------------------------------- | ------------------------------------------- | ------------------------------------------- | ------------------------------------------- | ------------------------------------------- | -------------------------------- |
| 1895-96                    | 8                                           | Gibraltar F. C.                             | —                                           | Jubilee F. C.                               | —                                           | —                                           |                                             |                                             |                                             | Sistema de copa                  |
| 1896-97                    |                                             | Jubilee F. C.                               | —                                           |                                             |                                             |                                             |                                             |                                             |                                             | Sistema de copa                  |
| 1897-98                    |                                             | Jubilee F. C.                               | —                                           |                                             |                                             |                                             |                                             |                                             |                                             | Sistema de copa                  |
| 1898-99                    |                                             | Albion FC                                   | —                                           |                                             |                                             |                                             |                                             |                                             |                                             | Sistema de copa                  |
| 1899-00                    |                                             | Exiles F. C.                                | —                                           |                                             |                                             |                                             |                                             |                                             |                                             | Sistema de copa                  |
| 1900-01                    |                                             | Prince of Wales F. C.                       | —                                           |                                             |                                             |                                             |                                             |                                             |                                             | Sistema de copa                  |
| 1901-02                    |                                             | Exiles F. C.                                | —                                           |                                             |                                             |                                             |                                             |                                             |                                             | Sistema de copa                  |
| 1902-03                    |                                             | Prince of Wales F. C.                       | —                                           |                                             |                                             |                                             |                                             |                                             |                                             | Sistema de copa                  |
| 1903-04                    |                                             | Prince of Wales F. C.                       | —                                           |                                             |                                             |                                             |                                             |                                             |                                             | Sistema de copa                  |
| 1904-05                    |                                             | Athletic FC                                 | —                                           |                                             |                                             |                                             |                                             |                                             |                                             | Sistema de copa                  |
| 1905-06                    |                                             | Prince of Wales F. C.                       | —                                           |                                             |                                             |                                             |                                             |                                             |                                             | Sistema de copa                  |
| 1906-07                    |                                             | No disputada                                | No disputada                                | No disputada                                | No disputada                                | No disputada                                | No disputada                                | No disputada                                | No disputada                                | No disputada                     |
| Gibraltar Football League  |                                             |                                             |                                             |                                             |                                             |                                             |                                             |                                             |                                             |                                  |
| 1907-08                    |                                             | Britannia FC                                |                                             |                                             |                                             |                                             |                                             |                                             |                                             | Primer torneo de liga "de facto" |
| 1908-09                    |                                             | Prince of Wales F. C.                       |                                             |                                             |                                             |                                             |                                             |                                             |                                             |                                  |
| 1909-10                    |                                             | South United FC                             |                                             |                                             |                                             |                                             |                                             |                                             |                                             |                                  |
| 1910-11                    |                                             | South United FC                             |                                             |                                             |                                             |                                             |                                             |                                             |                                             |                                  |
| 1911-12                    |                                             | Britannia FC                                |                                             |                                             |                                             |                                             |                                             |                                             |                                             |                                  |
| 1912-13                    |                                             | Britannia FC                                |                                             |                                             |                                             |                                             |                                             |                                             |                                             |                                  |
| 1913-14                    |                                             | Prince of Wales F. C.                       |                                             |                                             |                                             |                                             |                                             |                                             |                                             |                                  |
| 1914-15                    |                                             | Royal Sovereign FC                          |                                             |                                             |                                             |                                             |                                             |                                             |                                             |                                  |
| 1915-16                    |                                             | No disputada                                | No disputada                                | No disputada                                | No disputada                                | No disputada                                | No disputada                                | No disputada                                | No disputada                                | No disputada                     |
| 1916-17                    |                                             | Prince of Wales F. C.                       |                                             |                                             |                                             |                                             |                                             |                                             |                                             |                                  |
| 1917-18                    |                                             | Britannia FC                                |                                             |                                             |                                             |                                             |                                             |                                             |                                             |                                  |
| 1918-19                    |                                             | Prince of Wales F. C.                       |                                             |                                             |                                             |                                             |                                             |                                             |                                             |                                  |
| 1919-20                    |                                             | Britannia FC                                |                                             |                                             |                                             |                                             |                                             |                                             |                                             |                                  |
| 1920-21                    |                                             | Prince of Wales F. C.                       |                                             |                                             |                                             |                                             |                                             |                                             |                                             |                                  |
| 1921-22                    |                                             | Prince of Wales F. C.                       |                                             |                                             |                                             |                                             |                                             |                                             |                                             |                                  |
| 1922-23                    |                                             | Prince of Wales F. C.                       |                                             |                                             |                                             |                                             |                                             |                                             |                                             |                                  |
| 1923-24                    |                                             | Gibraltar F. C.                             |                                             |                                             |                                             |                                             |                                             |                                             |                                             |                                  |
| 1924-25                    |                                             | Prince of Wales F. C.                       |                                             |                                             |                                             |                                             |                                             |                                             |                                             |                                  |
| 1925-26                    |                                             | Prince of Wales F. C.                       |                                             |                                             |                                             |                                             |                                             |                                             |                                             |                                  |
| 1926-27                    |                                             | Prince of Wales F. C.                       |                                             |                                             |                                             |                                             |                                             |                                             |                                             |                                  |
| 1927-28                    |                                             | Prince of Wales F. C.                       |                                             |                                             |                                             |                                             |                                             |                                             |                                             |                                  |
| 1928-29                    |                                             | Europa F. C.                                |                                             |                                             |                                             |                                             |                                             |                                             |                                             |                                  |
| 1929-30                    |                                             | Europa F. C.                                |                                             |                                             |                                             |                                             |                                             |                                             |                                             |                                  |
| 1930-31                    |                                             | Prince of Wales F. C.                       |                                             |                                             |                                             |                                             |                                             |                                             |                                             |                                  |
| 1931-32                    |                                             | Europa F. C.                                |                                             |                                             |                                             |                                             |                                             |                                             |                                             |                                  |
| 1932-33                    |                                             | Europa F. C.                                |                                             |                                             |                                             |                                             |                                             |                                             |                                             |                                  |
| 1933-34                    |                                             | Commander of the Yard                       |                                             |                                             |                                             |                                             |                                             |                                             |                                             |                                  |
| 1934-35                    |                                             | Chief Construction FC                       |                                             |                                             |                                             |                                             |                                             |                                             |                                             |                                  |
| 1935-36                    |                                             | Chief Constructor FC                        |                                             |                                             |                                             |                                             |                                             |                                             |                                             |                                  |
| 1936-37                    |                                             | Britannia FC                                |                                             |                                             |                                             |                                             |                                             |                                             |                                             |                                  |
| 1937-38                    |                                             | Europa F. C.                                |                                             |                                             |                                             |                                             |                                             |                                             |                                             |                                  |
| 1938-39                    |                                             | Prince of Wales F. C.                       |                                             |                                             |                                             |                                             |                                             |                                             |                                             |                                  |
| 1939-40                    |                                             | Prince of Wales F. C.                       |                                             |                                             |                                             |                                             |                                             |                                             |                                             |                                  |
| 1940-41                    |                                             | Britannia FC                                |                                             |                                             |                                             |                                             |                                             |                                             |                                             |                                  |
| 1942-45                    |                                             | No disputada                                | No disputada                                | No disputada                                | No disputada                                | No disputada                                | No disputada                                | No disputada                                | No disputada                                | No disputada                     |
| 1946-47                    |                                             | Gibraltar United F. C.                      |                                             |                                             |                                             |                                             |                                             |                                             |                                             |                                  |
| 1947-48                    |                                             | Gibraltar United F. C.                      |                                             |                                             |                                             |                                             |                                             |                                             |                                             |                                  |
| 1948-49                    |                                             | Gibraltar United F. C.                      |                                             |                                             |                                             |                                             |                                             |                                             |                                             |                                  |
| 1949-50                    |                                             | Gibraltar United F. C.                      |                                             |                                             |                                             |                                             |                                             |                                             |                                             |                                  |
| 1950-51                    |                                             | Gibraltar United F. C.                      |                                             |                                             |                                             |                                             |                                             |                                             |                                             |                                  |
| 1951-52                    |                                             | Europa F. C.                                |                                             |                                             |                                             |                                             |                                             |                                             |                                             |                                  |
| 1952-53                    |                                             | Prince of Wales F. C.                       |                                             |                                             |                                             |                                             |                                             |                                             |                                             |                                  |
| 1953-54                    |                                             | Gibraltar United F. C.                      |                                             |                                             |                                             |                                             |                                             |                                             |                                             |                                  |
| 1954-55                    |                                             | Britannia FC                                |                                             |                                             |                                             |                                             |                                             |                                             |                                             |                                  |
| 1955-56                    |                                             | Britannia FC                                |                                             |                                             |                                             |                                             |                                             |                                             |                                             |                                  |
| 1956-57                    |                                             | Britannia FC                                |                                             |                                             |                                             |                                             |                                             |                                             |                                             |                                  |
| 1957-58                    |                                             | Britannia FC                                |                                             |                                             |                                             |                                             |                                             |                                             |                                             |                                  |
| 1958-59                    |                                             | Britannia FC                                |                                             |                                             |                                             |                                             |                                             |                                             |                                             |                                  |
| 1959-60                    |                                             | Gibraltar United F. C.                      |                                             |                                             |                                             |                                             |                                             |                                             |                                             |                                  |
| 1960-61                    |                                             | Britannia FC                                |                                             |                                             |                                             |                                             |                                             |                                             |                                             |                                  |
| 1961-62                    |                                             | Gibraltar United F. C.                      |                                             |                                             |                                             |                                             |                                             |                                             |                                             |                                  |
| 1962-63                    |                                             | Britannia FC                                |                                             |                                             |                                             |                                             |                                             |                                             |                                             |                                  |
| 1963-64                    |                                             | Gibraltar United F. C.                      |                                             |                                             |                                             |                                             |                                             |                                             |                                             |                                  |
| 1964-65                    |                                             | Gibraltar United F. C.                      |                                             |                                             |                                             |                                             |                                             |                                             |                                             |                                  |
| 1965-66                    |                                             | Glacis United F. C.                         |                                             |                                             |                                             |                                             |                                             |                                             |                                             |                                  |
| 1966-67                    |                                             | Glacis United F. C.                         |                                             |                                             |                                             |                                             |                                             |                                             |                                             |                                  |
| 1967-68                    |                                             | Glacis United F. C.                         |                                             |                                             |                                             |                                             |                                             |                                             |                                             |                                  |
| 1968-69                    |                                             | Glacis United F. C.                         |                                             |                                             |                                             |                                             |                                             |                                             |                                             |                                  |
| 1969-70                    |                                             | Glacis United F. C.                         |                                             |                                             |                                             |                                             |                                             |                                             |                                             |                                  |
| 1970-71                    |                                             | Glacis United F. C.                         |                                             |                                             |                                             |                                             |                                             |                                             |                                             |                                  |
| 1971-72                    |                                             | Glacis United F. C.                         |                                             |                                             |                                             |                                             |                                             |                                             |                                             |                                  |
| 1972-73                    |                                             | Glacis United F. C.                         |                                             |                                             |                                             |                                             |                                             |                                             |                                             |                                  |
| 1973-74                    |                                             | Glacis United F. C.                         |                                             |                                             |                                             |                                             |                                             |                                             |                                             |                                  |
| 1974-75                    |                                             | Manchester United F. C.                     |                                             |                                             |                                             |                                             |                                             |                                             |                                             |                                  |
| 1975-76                    |                                             | Glacis United F. C.                         |                                             |                                             |                                             |                                             |                                             |                                             |                                             |                                  |
| 1976-77                    |                                             | Manchester United F. C.                     |                                             |                                             |                                             |                                             |                                             |                                             |                                             |                                  |
| 1977-78                    |                                             | No disputada                                | No disputada                                | No disputada                                | No disputada                                | No disputada                                | No disputada                                | No disputada                                | No disputada                                | No disputada                     |
| 1978-79                    |                                             | Manchester United F. C.                     |                                             |                                             |                                             |                                             |                                             |                                             |                                             |                                  |
| 1979-80                    |                                             | Manchester United F. C.                     |                                             |                                             |                                             |                                             |                                             |                                             |                                             |                                  |
| 1980-81                    |                                             | Glacis United F. C.                         |                                             |                                             |                                             |                                             |                                             |                                             |                                             |                                  |
| 1981-82                    |                                             | Glacis United F. C.                         |                                             |                                             |                                             |                                             |                                             |                                             |                                             |                                  |
| 1982-83                    |                                             | Glacis United F. C.                         |                                             |                                             |                                             |                                             |                                             |                                             |                                             |                                  |
| 1983-84                    |                                             | Manchester United F. C.                     |                                             |                                             |                                             |                                             |                                             |                                             |                                             |                                  |
| 1984-85                    |                                             | Glacis United F. C. / Lincoln F. C.         |                                             |                                             |                                             |                                             |                                             |                                             |                                             | Título compartido                |
| 1985-86                    |                                             | Lincoln F. C.                               |                                             |                                             |                                             |                                             |                                             |                                             |                                             |                                  |
| 1986-87                    |                                             | St. Theresas F. C.                          |                                             |                                             |                                             |                                             |                                             |                                             |                                             |                                  |
| 1987-88                    |                                             | St. Theresas F. C.                          |                                             |                                             |                                             |                                             |                                             |                                             |                                             |                                  |
| 1988-89                    |                                             | Glacis United F. C.                         |                                             |                                             |                                             |                                             |                                             |                                             |                                             |                                  |
| 1989-90                    |                                             | Lincoln F. C.                               |                                             |                                             |                                             |                                             |                                             |                                             |                                             |                                  |
| 1990-91                    |                                             | Lincoln F. C.                               |                                             |                                             |                                             |                                             |                                             |                                             |                                             |                                  |
| 1991-92                    |                                             | Lincoln F. C.                               |                                             |                                             |                                             |                                             |                                             |                                             |                                             |                                  |
| 1992-93                    |                                             | Lincoln F. C.                               |                                             |                                             |                                             |                                             |                                             |                                             |                                             |                                  |
| 1993-94                    | 6                                           | Lincoln F. C.                               | 24                                          | Manchester United F. C.                     | 22                                          | Glacis United F. C.                         | 13                                          |                                             |                                             |                                  |
| 1994-95                    | 6                                           | Manchester United F. C.                     | 21                                          | Glacis United F. C.                         | 19                                          | St. Theresas F. C.                          | 18                                          |                                             |                                             |                                  |
| 1995-96                    | 6                                           | St. Joseph's F. C.                          |                                             |                                             |                                             |                                             |                                             |                                             |                                             |                                  |
| 1996-97                    | 6                                           | Glacis United F. C.                         |                                             |                                             |                                             |                                             |                                             |                                             |                                             | [ n 1 ]                          |
| 1997-98                    | 6                                           | St. Theresas F. C. (3)                      |                                             |                                             |                                             |                                             |                                             |                                             |                                             | [ n 2 ]                          |
| 1998-99                    | 6                                           | Manchester United F. C. (9)                 | 29                                          | Glacis United F. C.                         | 25                                          | Lincoln F. C.                               | 23                                          |                                             |                                             |                                  |
| 1999-00                    | 6                                           | Glacis United F. C. (17)                    | 47                                          | Manchester United F. C.                     | 38                                          | St. Joseph's F. C.                          | 34                                          |                                             |                                             |                                  |
| 2000-01                    | 7                                           | Lincoln ABG F. C.                           | 58                                          | Manchester Eurobet F. C.                    | 54                                          | Glacis United F. C.                         | 51                                          |                                             |                                             | [ 6 ]                            |
| 2001-02                    | 8                                           | Gibraltar United S. O. F. C. (11)           | 51                                          | Lincoln ABG F. C.                           | 45                                          | St. Joseph's F. C.                          | 40                                          |                                             |                                             |                                  |
| 2002-03                    | 6                                           | Newcastle Gibraltar United F. C.            | 30                                          | Manchester United F. C.                     | 27                                          | Glacis United F. C.                         | 25                                          |                                             |                                             | [ n 3 ]                          |
| 2003-04                    | 6                                           | Newcastle Gibraltar United F. C.            | 35                                          | Gibraltar United F. C.                      | 31                                          | Glacis United F. C.                         | 25                                          |                                             |                                             |                                  |
| 2004-05                    | 6                                           | Newcastle Gibraltar United F. C.            | 37                                          | Glacis United F. C.                         | 36                                          | St. Joseph's F. C.                          | 23                                          |                                             |                                             |                                  |
| 2005-06                    | 5                                           | Newcastle Gibraltar United F. C.            | 42                                          | Manchester United F. C.                     | 25                                          | Gibraltar United F. C.                      | 16                                          |                                             |                                             |                                  |
| 2006-07                    | 5                                           | Newcastle Gibraltar United F. C.            | 34                                          | Manchester United F. C.                     | 28                                          | Glacis United F. C.                         | 21                                          |                                             |                                             |                                  |
| 2007-08                    | 5                                           | Lincoln F. C.                               | 38                                          | Gibraltar United F. C.                      | 22                                          | Glacis United F. C.                         | 18                                          |                                             |                                             | [ n 4 ]                          |
| 2008-09                    | 7                                           | Lincoln F. C.                               | 31                                          | Shamrock 101 F. C.                          | 23                                          | Glacis United F. C.                         | 19                                          |                                             |                                             |                                  |
| 2009-10                    | 8                                           | Lincoln F. C.                               | 52                                          | St. Joseph's F. C.                          | 29                                          | Gibraltar United F. C.                      | 27                                          |                                             |                                             |                                  |
| 2010-11                    | 6                                           | Lincoln Red Imps F. C.                      | 52                                          | Glacis United F. C.                         | 36                                          | Manchester United F. C.                     | 27                                          |                                             |                                             |                                  |
| 2011-12                    | 6                                           | Lincoln Red Imps F. C.                      | 54                                          | St. Joseph's F. C.                          | 38                                          | Manchester United F. C.                     | 31                                          |                                             |                                             |                                  |
| 2012-13                    | 6                                           | Lincoln Red Imps F. C.                      | 41                                          | St. Joseph's F. C.                          | 30                                          | Manchester United F. C.                     | 23                                          |                                             |                                             |                                  |
| 2013-14                    | 8                                           | Lincoln Red Imps F. C.                      | 36                                          | Manchester 62 F. C.                         | 30                                          | Lynx                                        | 29                                          | John Paul-Duarte                            | 15                                          |                                  |
| Gibraltar Premier Division |                                             |                                             |                                             |                                             |                                             |                                             |                                             |                                             |                                             |                                  |
| 2014-15                    | 8                                           | Lincoln Red Imps F. C.                      | 58                                          | College Europa                              | 42                                          | St. Joseph's F. C.                          | 38                                          | Lee Casciaro                                | 29                                          | Cambio en su denominación        |
| 2015-16                    | 10                                          | Lincoln Red Imps F. C. (22)                 | 76                                          | Europa                                      | 65                                          | St. Joseph's F. C.                          | 45                                          | Pedro Carrión                               | 29                                          | [ n 5 ]                          |
| 2016-17                    | 10                                          | Europa F. C. (7)                            | 73                                          | Lincoln Red Imps F. C.                      | 72                                          | St. Joseph's F. C.                          | 54                                          | Enrique Gómez                               | 30                                          | [ 7 ] [ 8 ]                      |
| 2017-18                    | 10                                          | Lincoln Red Imps F. C.                      | 65                                          | Europa F. C.                                | 60                                          | St. Joseph's F. C.                          | 54                                          | Enrique Careño                              | 19                                          |                                  |
| 2018-19                    | 10                                          | Lincoln Red Imps F. C.                      | 66                                          | Europa F. C.                                | 64                                          | St. Joseph's F. C.                          | 55                                          | Boro                                        | 21                                          |                                  |
| Gibraltar National League  |                                             |                                             |                                             |                                             |                                             |                                             |                                             |                                             |                                             |                                  |
| 2019-20                    | Abandonado debido a la pandemia de Covid-19 | Abandonado debido a la pandemia de Covid-19 | Abandonado debido a la pandemia de Covid-19 | Abandonado debido a la pandemia de Covid-19 | Abandonado debido a la pandemia de Covid-19 | Abandonado debido a la pandemia de Covid-19 | Abandonado debido a la pandemia de Covid-19 | Abandonado debido a la pandemia de Covid-19 | Abandonado debido a la pandemia de Covid-19 |                                  |

### Palmarés
Nota: indicados en negrita las temporadas en las que también consiguió el título del Campeonato de Gibraltar de Copa, señalado como doblete nacional. En cursiva equipos desaparecidos.
| Pos. | Club                  | Títulos | Años en los que fue campeón |
| ---- | --------------------- | ------- | --- |
| 1    | Lincoln Red Imps FC   | 24      | 1985, 1989, 1990, 1992, 1993, 1994, 2001, 2003, 2004, 2005, 2006, 2007, 2008, 2009, 2010, 2011, 2012, 2013, 2014, 2015, 2016, 2018, 2018-19 |
| 2    | Prince of Wales FC    | 19      | 1901, 1903, 1904, 1906, 1909, 1914, 1917, 1919, 1921, 1922, 1923, 1925, 1926, 1927, 1928, 1931, 1939, 1940, 1953                            |
| 3    | Glacis United FC      | 17      | 1966, 1967, 1968, 1969, 1970, 1971, 1972, 1973, 1974, 1976, 1981, 1982, 1983, 1985, 1989, 1997, 2000                                        |
| 4    | FC Britannia XI       | 14      | 1908, 1912, 1913, 1918, 1920, 1937, 1941, 1955, 1956, 1957, 1958, 1959, 1961, 1963                                                          |
| 5    | Gibraltar United FC   | 11      | 1947, 1948, 1949, 1950, 1951, 1954, 1960, 1962, 1964, 1965, 2002                                                                            |
| 6    | Europa FC             | 7       | 1929, 1930, 1932, 1933, 1938, 1952, 2017 |
| 7    | Manchester 1962 FC    | 7       | 1975, 1977, 1979, 1980, 1984, 1995, 1999 |
| 8    | St. Theresas FC       | 3       | 1987, 1988, 1998 |
| 10   | Gibraltar FC          | 2       | 1896, 1924 |
| 11   | South United FC       | 2       | 1910, 1911 |
| 12   | Exiles FC             | 2       | 1900, 1902 |
| 13   | Jubilee FC            | 2       | 1897, 1898 |
| 14   | St. Joseph’s FC       | 1       | 1996 |
| 15   | Chief Constructor FC  | 1       | 1936 |
| 16   | Chief Construction FC | 1       | 1935 |
| 17   | Commander of the Yard | 1       | 1934 |
| 18   | Royal Sovereign FC    | 1       | 1915 |
| 19   | Athletic FC           | 1       | 1905 |
| 20   | Albion FC             | 1       | 1899 |